# Pożar Gniezna (1819)
Pożar Gniezna – pożar, który wybuchł 27 maja 1819 roku.

## Zabudowa Gniezna na początku XIX wieku
Do dnia wybuchu pożaru w Gnieźnie, większość budynków zbudowana była w całości bądź w części z drewna. Także murowane budynki zawierały liczne drewniane elementy, w tym pokryte gontem lub strzechą dachy. W 1818 roku podczas inspekcji budowlanej miasta, komisarz Regencji naliczył w mieście 451 domów w tym tylko 32 murowane (7%) i 113 szachulcowe. Reszta, czyli około 306 (68%) było konstrukcji drewnianej. Za znaczną część budynków murowanych uchodzić mogły kanonie stojące na Wzgórzu Lecha i w jego sąsiedztwie. Ogólnie, zabudowa miejska była ciasno ustawiona oraz łatwopalna co sprzyjało rozprzestrzenianiu się ognia.

## Przebieg pożaru
Pożar wybuchł 27 maja 1819 roku, w domu galanternika Icka Ephraima przy ulicy Żydowskiej. Znajdowała się ona w dzielnicy żydowskiej, tuż za murami miasta od strony wschodniej. Panująca w tym okresie susza i północny wiatr przyczyniły się do szybkiego rozprzestrzeniania ognia. Wkrótce w płomieniach stały już ulice Żydowska, Trzemeszeńska, Tamka, Rynek oraz całe miasto w murach. Gdy płomienie dosięgły magazyn prochu kupca Müntzberga znajdującego się przy północnej stronie Rynku, doszło do eksplozji. Po około 5 godzinach żywioł udało się opanować. Akcją ratowania miasta kierował sekretarz powiatowy Dresp i mistrz koronkarski Waraczyński. 

## Straty
Straty wywołane pożarem były ogromne. Spłonęło 245 budynków – 111 domów i 134 przybudówki. Ratusz miejski znajdujący się na Rynku (choć przeznaczony do rozbiórki, nadal spełniał swoją funkcję) również spłonął. Katedra oraz kościoły w murach: św. Trójcy i OO. Franciszkanów ocalały. Również kanonie sąsiadujące z Katedrą ominęły płomienie. Spłonął, bądź został uszkodzony kościół świętego Ducha, który w niedługim okresie został rozebrany a cmentarz przy nim po kilkudziesięciu latach zniwelowany. Ocalał stojący w murach przy ulicy Tumskiej kościół świętej Anny, jednak ze względów regulacyjnych został w późniejszym czasie rozebrany. O ofiarach śmiertelnych źródła nie wspominają.

## Po pożarze
Wkrótce po pożarze utworzono komitet, który miał za zadanie zorganizować odbudowę miasta. Mieszkańcy, których domy ocalały, przyjmowali pogorzelców u siebie, natomiast komitet wystosował „Wezwanie do dobroczynności” prosząc o pomoc. Wśród ofiarodawców znaleźli się zarówno rzemieślnicy i chłopi ze skromnymi datkami jak i ludzie majętni, jak namiestnik Wielkiego Księstwa Poznańskiego ks. Antoni Radziwiłł. 

## Regulacja ulic i odbudowa miasta
Jeszcze w maju 1819 roku, do Gniezna przybył radca budowlany Regencji Bydgoskiej, który miał nadzorować odbudowę miasta. Na początek polecił on postawienie cegielni. Wkrótce po tym, na zebraniu Komitetu Odbudowy przedstawiono projekt regulacji ulic. Przewidywał on utworzenie nowej osi przestrzennej miasta na linii: katedra – kościół ewangelicki (dzisiejsza ul. Chrobrego) oraz wyprostowanie nierównoległych dotychczas ulic na w miarę prostokątne bloki. Mimo protestów mieszkańców, Najwyższa Komisja Budowlana uchwaliła ostatecznie projekt odbudowy miasta. 
Wydany 7 października 1819 roku dekret króla o wysokości i terminach bezzwrotnych kredytów budowlanych przyspieszył odbudowę miasta.
Zgodnie z projektami odbudowy, prowadzono prace regulacyjne. Dzięki temu, obniżono znacznie poziom rynku, usunięto pozostałości fundamentów spalonych budynków, dawną fosę i resztę murów obronnych. Śladem po dawnych obwarowaniach miasta jest linia ulic: Rzeźnicka – Stroma – św. Wawrzyńca, które ciągnęły się przed murami miasta. Jedynym zachowanym fragmentem jest mur od strony ulicy Stromej, należący do kościoła św. Trójcy. 

## Zakończenie odbudowy
Gdy w 1824 roku skończył się termin kredytów, odbudowa miasta była w większości zakończona. Dzisiejszy układ ulic w centrum miasta w większości odpowiada planowi regulacji z 1819 roku.